# Olsztyn (gmina)
Olsztyn est une gmina rurale du powiat de Częstochowa, Silésie, dans le sud de la Pologne. Son siège est le village d'Olsztyn, qui se situe environ 12 km au sud-est de Częstochowa et 59 km au nord de la capitale régionale Katowice.
La gmina couvre une superficie de 108,82 km2 pour une population de 6 780 habitants.

## Géographie
La gmina inclut les villages de Biskupice, Bukowno, Krasawa, Kusięta, Olsztyn, Przymiłowice, Przymiłowice-Podgrabie, Skrajnica, Turów et Zrębice.
La gmina borde la ville de Częstochowa et les gminy de Janów, Kamienica Polska, Mstów, Poczesna, Poraj et Żarki.